# Otwock
Otwock là một thị trấn thuộc hạt Otwock, tỉnh Masovian, miền trung Ba Lan và cách Warsaw khoảng 23 km về phía đông nam. Từ năm 1975 – 1998, thị trấn nằm trong địa phận tỉnh Warszawa, kể từ năm 1999 đến nay, nó thuộc quyền quản lý của tỉnh Masovian. Thị trấn Otwock là một phần của Quần thể đô thị Warsaw, nằm trên bờ phải của sông Vistula và bên dưới cửa sông Swider. Otwock là nơi có phong cách kiến trúc độc đáo gọi là Swidermajer. Tổng diện tích của thị trấn là 47,33 km² (trong đó rừng chiếm 23% diện tích). Tính đến năm 2013, dân số của thị trấn là 45.044 người, mật độ 950 người/km².

## Lịch sử
Thị trấn Otwock được bắt nguồn từ một ngôi làng tên là Otwosko, thành lập từ đầu thế kỷ 15. Otwock không phát triển cho đến nửa sau của thế kỷ 19, khi vào năm 1877, Tuyến đường sắt qua sông Vistula được xây dựng, chạy từ Mława via Warsaw đến Lublin và Chełm. Otwock nằm dọc theo tuyến đường sắt này, đã trở thành một vùng ngoại ô nổi tiếng với nhiều spa và một số vị khách nổi tiếng đã từng ở đây như Józef Piłsudski và Władysław Reymont, người viết cuốn tiểu thuyết đoạt giải Nobel Chłopi. Năm 1916, Otwock chính thức trở thành thị trấn. Năm 1936, tuyến đường sắt đầu tiên được điện khí hoá ở Ba Lan kết nối Warsaw - Otwock đã được xây dựng.

## Kinh tê
Năm 1958, Ewa là lò phản ứng hạt nhân đầu tiên của Ba Lan được kích hoạt tại quận Swierk của Otwock. Một lò phản ứng hạt nhân thứ hai tên là Maria cũng đã được xây dựng vào năm 1974.
Otwock là quê hương của câu lạc bộ thể thao Start Otwock (được thành lập năm 1924). Câu lạc bộ nổi tiếng với những vận động viên cử tạ như Szymon Kołecki và Marcin Dołęga. Ngoài ra, thần đồng bóng đá của Start Club là tiền đạo Janusz Zmijewski - người đã chơi cho Legia Warszawa và đội tuyển quốc gia Ba Lan trong những năm 1960.